# Hülya Aydogan
Hülya Aydogan (Ankara, 3 november 1974) is een Nederlandse romanschrijver en journalist. Ze is de oprichter en de eigenaar van LUNA Publicaties en voorzitter van de Stichting Alin Teri in Rotterdam. Daarnaast is ze mede-organisator van Journalistiek Eetcafé in het Rotterdamse Dokhuis.
Tussen 1991 en 2022 droeg Aydogan de achternaam van haar ex-partner. Ze heette toen Hülya Çigdem.

## Levensloop
Hülya Aydogan kwam in 1991 op vijftienjarige leeftijd als importbruid naar Nederland. Ze trouwde op haar zestiende en nam de achternaam van haar man aan. Haar man was de toen 21-jarige Ahmet Çigdem. Ze vestigde zich bij haar schoonouders in Tilburg en beviel binnen een jaar van een dochter. Hülya werkte in een naaiatelier en leefde in angst voor haar schoonmoeder, die een strikte controle over haar uitoefende. In hetzelfde huishouden woonde ook een broer van haar echtgenoot, samen met zijn importbruid.
Ze wist los te komen uit de Turks-Brabantse gemeenschap en samen met haar echtgenoot besloot ze afstand te doen van het Turkse staatsburgerschap, waardoor ze in 2006 kon stemmen bij de Tweede Kamerverkiezingen. Dit besluit werd mede ingegeven door hun wens om te integreren en hun geloof op te geven. Volgens Hülya mislukte de integratie van Turken vaak en bleven de gemeenschappen te gesloten. Ze koos ervoor om te stemmen op Ayaan Hirsi Ali, die haar visie deelde.
In 2008 schreef ze een autobiografie, De Importbruid, waarmee ze bekendheid kreeg. Dit werd in 2014 gevolgd door De val van Mehmet. Dit werk gaat over drie generaties Turkse Tilburgers, uitsluiting op microniveau en de betrokkenheid van Turken bij de wietteelt in Tilburg.
Anno 2017 woonde het echtpaar in Goirle. In hun straat waren ze de enige bewoners van Turkse afkomst, maar ze voelden zich volledig geïntegreerd. Hülya en haar man bestierden samen een garage. Daarnaast was ze een columnist voor het Brabants Dagblad.
Omstreeks 2021 gingen Hülya en haar man uit elkaar en nam zij haar meisjesnaam, Aydogan, weer aan. In 2022 verhuisde ze naar de Carnisserbuurt in Rotterdam-Zuid.

## Oeuvre

### Schrijverschap
Hülya Aydogan’s romans bieden inzicht in de Turkse cultuur, tradities en de uitdagingen van het leven in verschillende werelden.
Ze heeft twee boeken op haar naam staan:
- De Importbruid (2008): een autobiografische roman van Aydogan, toentertijd Cigdem.[8][1] Dit boek werd genomineerd voor de E. du Perronprijs.[9] Dit boek vertelt het verhaal van de in Turkije wonende Rüya, die met het idee dat het leven in Nederland elke dag een feest is, zich op haar dertiende verlooft met Kaan, zoon uit een Turks gezin in Tilburg. Na de bruiloft gaan Rüya en Kaan inwonen bij haar schoonouders, waarna haar droom in een nachtmerrie verandert. Haar schoonmoeder blijkt in het huis de scepter te zwaaien en Rüya is slechts een importbruid die elk moment ingeruild kan worden voor een nieuwe maagd die wél gehoorzaamt.
- De val van Mehmet (2014):[10][7] dit boek vertelt het verhaal van Mehmet Cantürk, die verstoten wordt door zijn vader omdat hij trouwt met Hatice, een gescheiden vrouw. Het stel begint een nieuw leven in Tilburg, maar conflicten tussen traditie en moderne waarden zorgen voor uitdagingen.

### Journalistiek

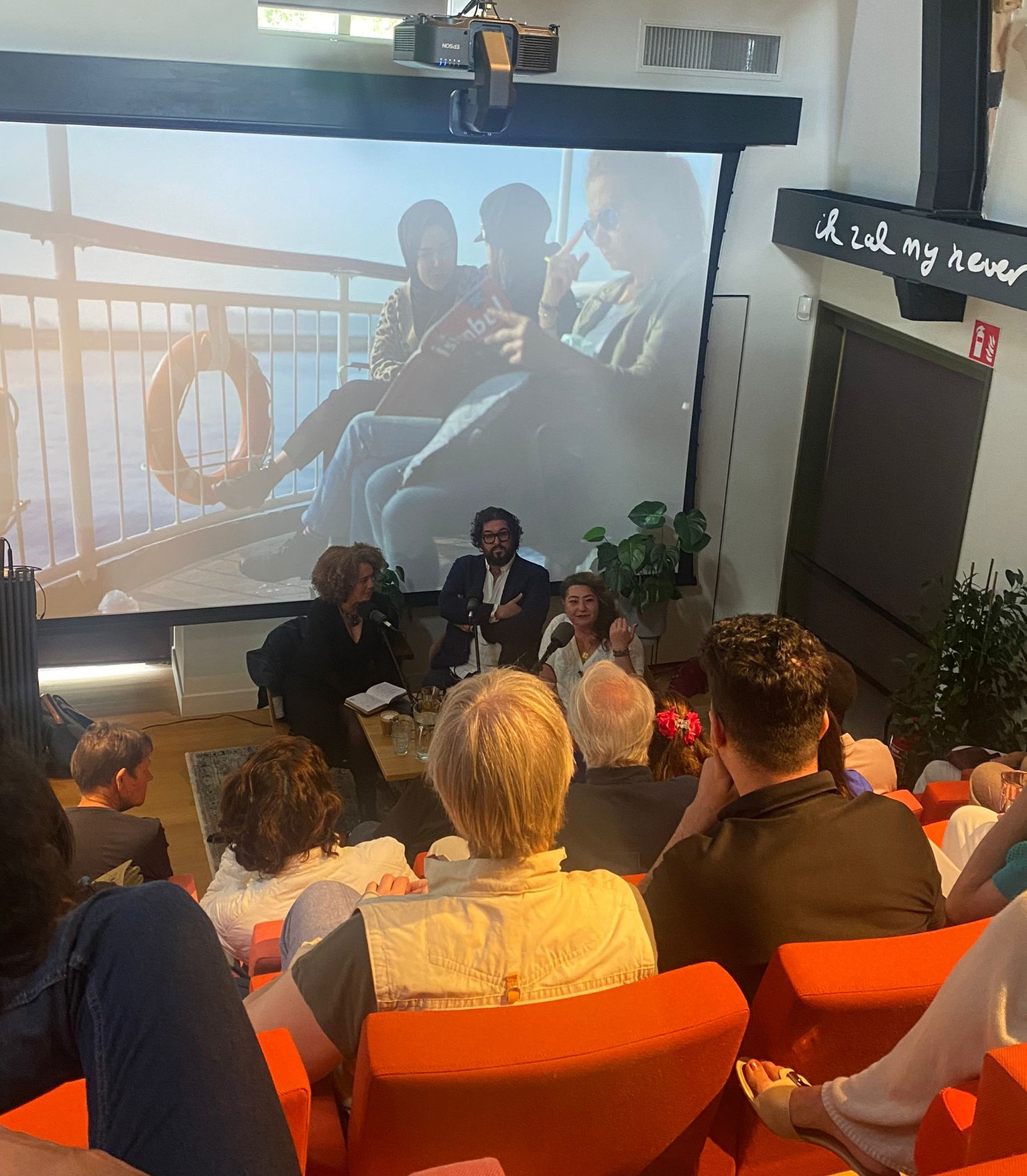
Aydogan (rechts voor het scherm) met Ahmet Polat en Harriët Duurvoort tijdens het Journalistiek Eetcafé in het Dokhuis Rotterdam (8 september 2024).

Hülya Aydogan heeft een deeltijdstudie journalistiek voltooid aan de Fontys Hogeschool Journalistiek.
Ze schreef columns voor het Brabants Dagblad en Opzij. Ze heeft bijgedragen aan verschillende publicaties in NRC Handelsblad, de Volkskrant, Joop.nl en deelt haar kennis en ervaring als spreker, journalist en schrijver.
Aydogan organiseert samen met Harriet Duurvoort het tweemaandelijkse Journalistiek Eetcafé in Dokhuis in Rotterdam.

### Ondernemerschap
Naast haar schrijverschap en journalistieke werk geeft Hülya via LUNA Publicaties lezingen over haar boeken, diversiteitsmanagement en adviseert zij op het gebied van publieke relaties en publiciteit.

### Burgerinitiatieven
Aydogan is mede-initiatiefnemer van de bewustwordingscampagne 'Alin Teri, eerlijk verdiend brood', die zich inzet tegen drugscriminaliteit en het op eerlijke wijze verdienen van inkomen promoot. Met dit burgerinitiatief is Aydogan in 2015 gekozen tot Meester Burger ProDemos.
In 2023 sprak ze zich opnieuw uit tegen drugscriminaliteit en ondermijning. Eind van dat jaar organiseerde Stichting Alin Teri  Kerstdiner waar Aydogan met gasten en publiek sprak over de ontwrichtende uitwerking op de samenleving van de drugscriminaliteit in Rotterdam. Daarin sprak Marianne van den Anker, ombudsman Rotterdam, haar vertrouwen uit in Alın Teri.